# Simon II de Gourie
Pour les articles homonymes, voir Simon II.
Simon II Gurieli (ou Svimon II Gurieli; géorgien : სიმონ [სვიმონ] II გურიელი, mort en 1792 de la maison  Gouriel, il est Prince de Gourie de 1788/89 à 1792.

## Biographie
Simon Gurieli est le fils ainé  Georges V de Gourie, qui abdique en sa faveur du fait de son grand âge et de l'instabilité politique dans la principauté. Peu par-s son accession au trône, Simon se rend dans l'Empire ottoman à Akhaltsikhe afin d’entreprendre des négociations avec le pacha Isaq afin de desserrer les pressions turques sur la Gourie. Sur le chemin du retour, Simon et  sa suite tombent dans une embuscade tendue par un clan musulman d'Adjarie et le prince est capturé par le chef Adjare Sélim Khimshiashvili, qui ne relâche qu’après que Simon n'ait accepter de marier sa fille de 5 ans Kesaria au fils de Selim, Abdi Bey.
Lors de la guerre civile dans le royaume d'Iméréthie voisin , dont les souverains réclamaient la suzeraineté sur la Gourie, Simon appui  David II, avant de mais faire également cause commune avec le vainqueur Solomon II. En 1790, le roi d'Iméréthie comme les princes-régnant de Gourie et de Mingrélie signe un traité d'alliance avec le roi
Erekle II, qui règne en la Géorgie orientale sur le royaume de Kartl-Kakhétie par lequel ils le reconnaissent comme chef et doyen des dynastes géorgiens Quand Simon meurt en 1792, son jeune frère Vakhtang met à profit la jeunesse de son héritier Mamia Gurieli  et s’empare du gouvernement.

## Famille
Simon avait épousé la princesse  Marine (morte le  4 mars 1814), fille d'un noble influent le prince
Kaïkhosro Tsereteli dont il a trois fille et un fils: 
- Princesse Kesaria (1785–1861), épouse le noble musulman géorgien Abdi-Bey Khimshiashvili (mort en 1859), fils de Selim-Bey;
- Princesse Elisabed (également connu sous le nom de Lisa; née en 1786), épouse le Prince Ivane Abachidzé (mort en 1822);
- Mamia V Gurieli (1789–1826), Prince-régnant de Gouria;
- Princesse N., épouse de Tariel Dadiani de Mingrelia.